# NGC 3532
NGC 3532 é um aglomerado aberto na direção da constelação de Carina. O objeto foi descoberto pelo astrônomo Nicolas Lacaille em 1751, usando um telescópio refrator com abertura de 0,5 polegadas. Devido a sua moderada magnitude aparente (+3), é visível mesmo a olho nu. 

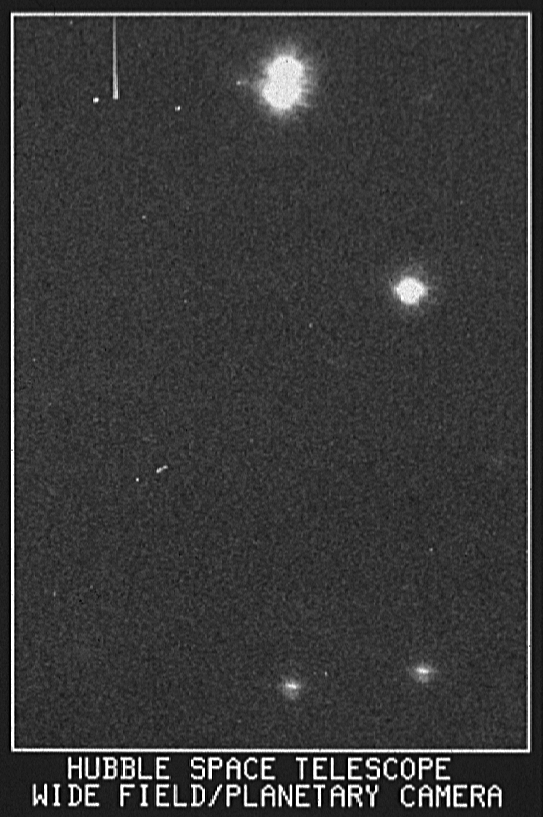
A primeira imagem obtida pelo Telescópio Espacial Hubble, que mostra parte do aglomerado NGC 3532